# Giuseppe Ungaretti
Giuseppe Ungaretti (8. února 1888 Alexandrie – 1. června 1970 Milán) byl italský básník a spisovatel.

## Biografie
Narodil se 8. února 1888 v Alexandrii italským rodičům. Jeho otec pracoval jako dělník na stavbě Suezského průplavu a zemřel když byly Giuseppovi dva roky. V Alexandrii se také zapsal na prestižní školu École Suisse Jacot. Jeho láska k poezii se zrodila právě během těchto let.
Do Itálie se dostal až ve svých čtyřiadvaceti letech. Po příjezdu do Itálie byl přijat okruhem přátel z florentského časopisu "La Voce"", do nějž již během pobytu v Alexandrii přispíval a byl jeho předplatitelem. Na doporučení redaktora tohoto časopisu Giuseppa Prezzoliho se pak také zapsal na pařížské univerzitě Sorbona na filozofickou fakultu. Zde poznal takové velikány jako byli Guillaume Apollinaire, Giovanni Papini, Ardengo Soffici, Aldo Palazzeschi, Pablo Picasso, Giorgio de Chirico, Amedeo Modigliani e Georges Braque. Zde také přispíval do časopisu Lacerba.
Po vypuknutí první světové války zastával názor interventistů, kteří požadovali vstup Itálie do války. Jeho postoj se však radikálně změnil poté, co jako dobrovolník vstoupil na frontu, kde zůstal až do konce války.
Po válce se usadil v Itálii a v roce 1919 se oženil s Francouzkou Jeanne Dupoixovou, se kterou měl dvě děti – dceru Annu Marii a syna Antonietta. V této době se dokonce přiklonil k fašismu. V této době hodně cestoval a překládal (např. Shakespeara). V roce 1935 přijal místo na katedře italské literatury na univerzitě v Sao Paulo v Brazílii. Zde rodina zůstala až do roku 1942. Během pobytu jim zemřel syn a to v Ungarettim zanechalo hlubokou stopu. Rodina se vrátila do Říma.
Zde přijal místo na univerzitě La Sapienza, kde setrval až do roku 1958. V roce 1969 se stal prvním laureátem Mezinárodní literární ceny Neustadt pro rok 1970.

## Dílo

### Dílo, které vyšlo česky
- Pohřbený přístav (Il porto sepolto)
- Veselí (L'allegria)
- Cítění času (Sentimento del tempo)
- Život člověka (Vita d'un uomo)

### Zatím nepřeložené dílo

#### Poezie
- Allegria di naufragi
- La guerra
- Il Dolore
- Demiers Jours. 1919
- Gridasti: Soffoco...
- La Terra Promessa
- Un grido e Paesaggi
- Les Cinq livres, (texte français établi par l'auteur et Jean Lescure).
- Poesie disperse (1915-1927)
- Il Taccuino del Vecchio
- Dialogo

#### Próza
- II povero nella città
- Il Deserto e dopo